# 井藤智哉
井藤 智哉（いとう ともや、2004年11月7日 - ）は、日本の男性声優。千葉県出身。アイムエンタープライズ所属。

## 来歴
日本ナレーション演技研究所出身。日本ナレーション演技研究所の同期に結川あさき、橘杏咲、照井悠希らがいる。2021年からアイムエンタープライズに所属。

## 人物
趣味はゲーム。特技はバレーボール、モノマネ。中学時代はバレーボール部に所属していた。

## 出演
太字はメインキャラクター。

### テレビアニメ
2022年
- カッコウの許嫁（遊園地客B）
- 最近雇ったメイドが怪しい（高校生B）

2023年
- 遊☆戯☆王ゴーラッシュ!!
- 君は放課後インソムニア（男性）
- シャングリラ・フロンティア〜クソゲーハンター、神ゲーに挑まんとす〜（2023年 - 2024年、生徒たち、モンスターA、SF-Zoo 盾チームC） - 2シリーズ
- 経験済みなキミと、経験ゼロなオレが、お付き合いする話。（輩①）

2024年
- シャドウバースF（サラリーマンたち）
- ワンルーム、日当たり普通、天使つき。（男子A）
- かつて魔法少女と悪は敵対していた。（階段の男性）
- 黄昏アウトフォーカス（男子部員）
- 烏は主を選ばない（郷吏）
- 新テニスの王子様 U-17 WORLD CUP SEMIFINAL（ベルティ・B・ボルク）
- ダンダダン（男子生徒D、生徒A）
- 忍たま乱太郎（兵、町人、街道の人々）

2025年
- 戦隊レッド 異世界で冒険者になる（浅垣灯悟 / キズナレッド）
- Unnamed Memory Act.2（武官A）
- ババンババンバンバンパイア（男子生徒）
- グリザイア:ファントムトリガー（陸戦隊員B）
- スライム倒して300年、知らないうちにレベルMAXになってました ～そのに～（村人B）
- 一瞬で治療していたのに役立たずと追放された天才治癒師、闇ヒーラーとして楽しく生きる（アンドレス）
- 紫雲寺家の子供たち（男子生徒A）
- 俺は星間国家の悪徳領主!（兵士）
- よふかしのうた Season2（山岸）
- ぷにるはかわいいスライム（生徒）
- まったく最近の探偵ときたら（沖学）

### 劇場アニメ
- THE FIRST SLAM DUNK（2022年）
- GEMNIBUS vol.1『ファーストライン』（2024年）
- 劇場版すとぷり はじまりの物語〜Strawberry School Festival!!!〜（2024年、生徒）

### Webアニメ
- ライジングインパクト（2024年、ジュニアA）
- Duel Masters LOST 〜追憶の水晶〜（2024年、ホスト）

### ゲーム
- 東京ディバンカー（2024年、二コラ）
- メモリーズオフ 双想 ～Not always true～（2025年、大多喜新[25]）

### 吹き替え

#### ドラマ
- ロック&キー

#### アニメ
- 龍族 -The Blazing Dawn-（学生、七つの大罪）

### デジタルコミック
- 国民的アイドルが弟になったら（2022年、神谷陽生[26]）
- 家政魔導士の異世界生活〜冒険中の家政婦業承ります!〜（2022年、アレク・ディア[27]）
- 奪われ続けた令嬢は虹乙女と呼ばれた（2024年、ヘンドリック[28]）

### PV
- 星中バスケ部オレンジガール ふきげん男子が特別コーチ!（2023年、蓮[29]）

### シリーズ一覧
1. ↑  1st season（2023年）、2nd season（2024年）